# Gnuplot
gnuplot — свободная программа для создания двух- и трёхмерных графиков.
gnuplot имеет собственную систему команд, может работать интерактивно (в режиме командной строки) и выполнять скрипты, читаемые из файлов. Также используется в качестве системы вывода изображений в различных математических пакетах: GNU Octave, Maxima, Reduce и других.
gnuplot выводит графики как непосредственно на экран (интерактивный режим), так и в файлы различных графических форматов (командный режим работы), таких как PNG, EPS, SVG, JPEG и множество других. Программа также может генерировать код на LaTeX, позволяя использовать шрифты и формулы LaTeX.

## Пример сеанса

Символом «$» отмечены приглашения командной оболочки.
```
$
 
gnuplot
gnuplot>
 
set
 
grid
 
xtics
 
ytics
gnuplot>
 
plot
 
x**2
gnuplot>
 
exit

$

```

## Лицензия
Несмотря на название, gnuplot не является частью проекта GNU и не использует лицензию GNU GPL. Лицензия gnuplot допускает выпуск модифицированных версий в виде патчей к исходному коду.